# Fuad Noman
Fuad Jorge Noman Filho (Belo Horizonte, 30 de junho de 1947 – Belo Horizonte, 26 de março de 2025) foi um político, economista e escritor brasileiro, filiado ao Partido Social Democrático (PSD). Foi prefeito de Belo Horizonte de 2022 a 2025, ano de sua morte.
Foi Secretário-Executivo da Casa Civil da Presidência da República durante o governo de Fernando Henrique Cardoso e consultor do Fundo Monetário Internacional (FMI). No Governo de Minas Gerais, foi Secretário de Estado de Fazenda e Secretário de Estado de Transporte e Obras Públicas, e Secretário de Estado Extraordinário para a Coordenação de Investimentos, no Governo de Antônio Anastasia. Em Belo Horizonte, comandou a Secretaria Municipal de Fazenda ao longo do primeiro mandato do prefeito Alexandre Kalil, sendo eleito vice-prefeito para o segundo mandato de Kalil. Estava no seu segundo mandato seguido como prefeito da capital mineira, tendo assumido o cargo após a renúncia do titular, Alexandre Kalil, em 2022. Reeleito em 2024, Noman morreu em 26 de março de 2025, após uma parada cardiorrespiratória por consequência de um câncer do sistema linfático.

## Biografia
De ascendência síria, foi bacharel pelo Centro de Ensino Unificado de Brasília em Ciências Econômicas, especialista em Programação Econômica e Execução Orçamentária, além de doutor honoris causa pela Universidade Estadual de Montes Claros. Noman ingressou no serviço público como funcionário de carreira do Banco Central do Brasil. Foi Secretário-Executivo da Casa Civil da Presidência da República durante o governo de Fernando Henrique Cardoso e consultor do Fundo Monetário Internacional (FMI).
No estado de Minas Gerais, foi Secretário de Estado da Fazenda entre 2003 e 2006. Em seguida, entre 2007 e 2010, foi Secretário de Transportes e Obras Públicas. Foi também presidente da Gasmig entre 2011 e 2012.
No governo de Antonio Anastasia, na época filiado ao PSDB, Noman foi Secretário de Estado Extraordinário para a Coordenação de Investimentos. O político foi Secretário Municipal de Fazenda de Belo Horizonte entre 2017 e 2020, no primeiro mandato de Alexandre Kalil na Prefeitura de Belo Horizonte. Noman foi convidado para compor a chapa como vice-prefeito nas eleições municipais em 2020, sendo eleita em primeiro turno na capital mineira. Após a renúncia de Kalil em 25 de março de 2022, para a sua candidatura ao governo do estado, Noman tornou-se prefeito da capital mineira.
Torcedor e conselheiro benemérito do Clube Atlético Mineiro, Noman foi casado com Mônica Drummond, era pai de dois filhos e avô de quatro netos.

## Prefeitura
Noman assumiu a prefeitura de Belo Horizonte após a renúncia de Alexandre Kalil em março de 2022. Sua gestão representou mudança significativa dos rumos adotados durante a gestão de Kalil, com frequentes trocas dos secretários apontados por seu predecessor.
Dentre suas principais ações, se destacou a redução do valor cobrado pela outorga onerosa do direito de construir, instituída pelo Plano Diretor de Belo Horizonte que foi proposto e aprovado por Kalil. A mudança reduziu pela metade o valor a ser pago por novos empreendimentos imobiliários dentro dos limites da Avenida do Contorno. A alteração contrariou estudos técnicos publicados por sua própria gestão, mas, após pressão da FIEMG, foi mantida, aprovada e sancionada.

### Morte
Em 2024, Noman foi eleito prefeito para continuar seu mandato. Porém poucos dias depois da posse, em 3 de janeiro de 2025, foi internado por problemas respiratórios, e permaneceu desde então em licença médica, com o vice Álvaro Damião cumprindo suas tarefas. Após 83 dias licenciado e substituído interinamente por seu vice-prefeito, Fuad Noman morreu no Hospital Mater-Dei, na região Centro-Sul da capital mineira, após complicações de um linfoma não Hodgkin.

## Desempenho eleitoral
| Ano  | Eleição                     | Partido | Candidato a                                  | Votos   | %                 | Resultado | Ref    |
| ---- | --------------------------- | ------- | -------------------------------------------- | ------- | ----------------- | --------- | ------ |
| 2020 | Municipal de Belo Horizonte | PSD     | Vice-prefeito Titular: Alexandre Kalil (PSD) | 784.307 | 63,36%            | Eleito    | [ 24 ] |
| 2024 | Municipal de Belo Horizonte | PSD     | Prefeito                                     | 336.442 | 26,54% (1º turno) | Eleito    | [ 25 ] |
| 2024 | Municipal de Belo Horizonte | PSD     | Prefeito                                     | 670.574 | 53,73% (2º turno) |           | [ 25 ] |

## Obras publicadas
Noman é autor de três romances: O Amargo e o Doce, publicado em 2017, Cobiça, escrito e publicado em 2020, e Marcas do Passado, publicado em 2022.